# Мохнач (городище)
Городище Мохнач — пам'ятка археології національного значення, охоронний № 200022-Н, взятий під охорону держави Постановою КМУ № 928 від 03.09.2009.

## Датування
Середина V ст. до н. е. — XIX ст. н. е.

## Площа
Загальна ≈12,5 га

## Розташування
На високому мисі правого берега Сіверського Дінця, який утворювався заплавою Дінця і глибоким розлогим яром, по якому ще з кінця ХХ ст. ще протікала річка Мохначка.

## Історія дослідження
Городище в с. Мохнач згадується ще на початку XVII ст. в «Книга Великому Кресленню» (1627 р.). В 1830-ті рр. воно вперше було оглянуто викладачем Харківського імператорського університету Вадимом Пассеком. Розкопки на ньому розпочалися лише в середині ХХ ст. Спочатку Борис Рибаков у 1950 р., а згодом і Борис Шрамко (1953 р.) провели тут незначні за обсягом  розкопувальні роботи. В сезоні 1954 р. невеликий загін на чолі зі Світланою Плетньовою продовжив роботи на городищі, в тому числі і в одному з розкопів Бориса Шрамка. Протягом дванадцяти сезонів (1999—2001, 2005—2008, 2010, 2012—2015 рр.) роботи на городищі здійснювала Середньовічна експедиція Харківського національного педуніверситету під керівництвом Володимира Колоди. У 2001 р. проводилися ґрунтознавчі дослідження (В. В. Колода, Ф. М. Лісецький, Ю. Г. Чендєв).

## Опис
Городище має форму витягнутого із півдня на північ трикутника і оточене п'ятьма валами і складається із 5-ох дворищ. З центра села на городище веде ґрунтова дорога, яка перетинає його з півдня на північ, розрізаючи всі захисні лінії.
Територія городища використовувалась для господарчих потреб із пізньої бронзової доби (бондарихинська культура).
В середини V ст. до н. е.  на території мису прийшло скіфоїдне населення, яке почало будівництво захисних ліній городища: частина вузького мису була відсічена ровом і напільним ґрунтовим валом, вали посилені ескарпами та, подекуди, ровом. Це городище проіснувало до кінця IV ст. до н. е..
Після тисячолітнього запустіння на городище приходить нечисленна група ранньослов'янського населення (пеньківська культура, VI — початок VII ст. н. е.), вони проживали під захистом оборонних ліній попередньої епохи.
Наступний етап фортечного будування пов'язано із племенами салтівської археологічної культури (II половина VII — І половина Х ст. н. е.). В цей період північний вал був дещо посилений дерев'яно-глиняною конструкцією, а північно-східна та північно-західна ділянки загального периметру посилені ґрунтово-кам'яним насипом, який ніс на собі дерев'яну стіну. В той же час у південній частині була створена цитадель, яка оточувалася дерев'яною стіною на основі нового кам'яно-ґрунтового насипу, для цього в на південь від початкового північного валу був створений ще один вал, перед яким у західній частині був викопаний рів, а в якості рову у східний частині слугував природний яр.
В часи існування тут протягом середини Х — середини ХІ ст. н. е. невеликої групи роменського населення (літописні сіверяни переддержавного періоду) у південній частині мису городища було створено ще три поперечні лінії захисту. Основою їх був ґрунтовий вал, перед яким розташовувався рів (в усіх випадках у східній частині ці рови переходили у природні яри). Зараз найбільш південна лінія захисту візуально не простежується. Деякі матеріали свідчать, що територію городища відвідувало й населення давньоруського часу.
З XVII ст. південна частина пам'ятки використовувалася як цвинтар, на якому стояла дерев'яна капличка та заглиблена господарча будівля. Північне дворище, принаймні з ХІХ ст. до середини ХХ ст. використовувалася для сільськогосподарських потреб і підлягало глибокий оранці. В роки Другої світової війни по південній частині пам'ятки проходила лінія оборони німецьких військ, про що свідчать рештки окопів та вогневих точок.

## Сучасне використання
В південній частині розташований сучасний цвинтар, північно-західна частина використовується для сінокосу та під пасовище, північно-східна частина вкрита штучними листяними лісонасадженнями.